# Louder (álbum de Lea Michele)
Louder es el nombre del álbum debut de la cantante y actriz estadounidense Lea Michele. Salió a la venta el 28 de febrero de 2014, por Columbia Records. El álbum fue precedido por el lanzamiento de su primer sencillo, «Cannonball». Incluye colaboraciones, tanto de escritores, como de productores como Stargate y The Monsters and the Strangerz, ambos de los que han trabajado previamente con las artistas Demi Lovato y Rihanna. Musicalmente, el álbum es de un estilo pop, con influencias de dance-pop, vocal, y pop rock. En sus letras, el álbum habla de la fuerza y empoderamiento, relaciones románticas y perdida del amor.
Louder recibió diversas reseñas de críticos, muchos de ellos definiéndolo como «anticuado» o comparándolo con otros álbumes de otras cantantes como Katy Perry o Celine Dion. De igual forma, la actuación vocal de Michele recibió, generalmente, una recepción positiva. En Estados Unidos el álbum vendió más de 62.000 copias en su primera semana, debutando en el puesto número 4 del Billboard 200. En Reino Unido, el álbum debutó en el puesto número 9 del Digital Albums Chart, y número 16 en el UK Albums Chart. En Canadá, el álbum también alcanzó el puesto número 4 en su primera semana.  Así como «Cannonball», cuatro sencillos promocionales se lanzaron antes del lanzamiento del álbum. Hasta el entonces, luego de este, solo un sencillo fue lanzado: «On My Way». Las escritoras más importantes que colaboraron en la composición fueron Sia Furler, Tove Lo y Christina Perri, y la nominada al Oscar, Anne Preven.

## Antecedentes
En septiembre de 2012, se anunció que Michele había firmado un contrato para lanzar su álbum de debut. La grabación del álbum comenzó el mes siguiente, el 19 de octubre de 2012. En el proceso de grabación, Lea dijo que iba a ser un "proceso bastante lento" y que la dirección musical se encaminaría más a un pop/rock y no con influencias de Broadway, que es como sus fanes estaban más acostumbrados a oírla. Michele trabajó con un gran número de figuras musicales, incluyendo a los productores The Monsters and the Strangerz, Stargate, Kuk Harrell, Colin Munroe, and Chris Braide, entre otros. La grabación del álbum terminó en junio de 2013, y estaba listo para lanzarse en julio de ese año, sin embargo, el novio de Lea, Cory Monteith, falleció en ese mes, así que el lanzamiento se postergó hasta febrero/marzo de 2014.
El álbum cuenta con notables escritores, incluida la cantante y autora australiana Sia y las también cantantes y autoras estadounidenses Christina Perri y Bonnie McKee. Furler escribió cuatro canciones para el álbum, incluyendo «Cannonball» e «If You Say So», cuales fueron coescritas con Michele. La mayoría de las canciones tienen un estilo pop, dance-pop, y pop rock , mezcladas con algunas baladas pop tradicionales como «If You Say So» y «Battlefield». Antes del lanzamiento del sencillo principal, «Cannonball», Michele dijo: «Siento que «Cannonball» fue la perfecta primera canción para que la gente escuche de este disco. Realmente explica dónde estoy en este momento, y ha sido una canción muy inspiradora para mí. Ha sido como una roca, como una fuente de fuerza para mí». El segundo sencillo «On My Way» se lanzó el 4 de mayo de 2014.

### Influencias
Michele ha dicho que ella tenía un número de influencias musicales, incluyendo a Katy Perry, Lady Gaga y Kelly Clarkson. Hablando con Billboard sobre Louder y cantantes femeninas como Lady Gaga, Taylor Swift y Miley Cyrus, Michele declaró: «Amo a todas esas mujeres. Ellas fueron una inspiración para este disco y yo amo y respeto a las mujeres que hacen buena música y se centran en las letras. Para mí como artista, me baso en mi emoción que viene de mis antecedentes en la actuación. Yo realmente uso el aspecto de la actuación para comunicar mis sentimientos en mis canciones. Todo lo que canto en este álbum es increíblemente personal para mí. Son todas experiencias que he tenido. Compartir una parte de ti mismo en tu música es muy importante y eso es justamente lo que estoy tratando de hacer».

## Promoción
La lista de canciones del álbum fue revelada el 8 de diciembre de 2013 por Michele en sus cuentas de Instagram y Twitter. «Empty Handed» fue escrita por Christina Perri, y «If You Say So» fue coescrita por Michele y la cantante y compositora Sia.

### Sencillos
El primer sencillo «Cannonball», en español, «Bola de cañón» fue lanzado el 10 de diciembre de 2013. La estación radial de Nueva York Z100 reveló a través de su cuenta oficial de Twitter que Michele debutaría su canción en Elvis Duran and the Morning Show el 10 de diciembre de 2013. La primera presentación en vivo de "Cannonball" se realizó el 12 de diciembre de 2013 en el programa The Ellen Show. El sencillo fue presentado por Lea en la final de la tercera temporada de The X Factor USA el 19 de diciembre del mismo año. Más tarde se estrenó el video de la canción en Vevo (YouTube) el 9 de enero de 2014.
Lea anunció en su cuenta de Twitter que este sería el segundo sencillo. Lo presentó por primera vez en vivo el 18 de marzo de 2014 en el programa The Ellen Show, como lo hizo con «Cannonball».

### Sencillos promocionales
- «Battlefield»
- «Louder»
- «What Is Love?»
- «You're Mine»

## Recepción

### Comercial
En los Estados Unidos, el álbum debutó en el número 4 en el Billboard con 200,171 copias vendidas en la primera semana. A partir de enero de 2017, Louder había vendido 110,000 copias solo en los Estados Unidos.

### Crítica
El álbum recibió críticas mixtas de críticos de música. Según el agregador de reseñas Metacritic, el álbum tiene una puntuación de 48/100 según 8 revisiones, que indican "revisiones mixtas o promedio". En otro sitio web de agregadores, Álbum del año, ocupa la 4ª posición en una lista de los álbumes peor revisados de 2014. Stephen Thomas Erlewine de AllMusic le dio al álbum 2.5 estrellas de 5 diciendo que "Michele no es una estrella del pop natural. Esto fue cierto en 2009 cuando debutó con Glee como Rachel Berry y está aún más claro en 2014".
Mike Ayers, de Billboard, emitió una reseña mayoritariamente positiva, y dijo: «En cuanto a las letras, Louder es más bien unilateral, ya que a menudo canta sobre los peligros de las relaciones, una y otra vez, de manera que todos hemos escuchado muchas veces en este momento. Aun así, es un esfuerzo sólido que demuestra que tiene una promesa como una artista pop de buena fe». Sarah Rodman de The Boston Globe le dio al álbum una crítica mayoritariamente positiva, y escribió: «La veterana de Broadway pone a su poderosa soprano en sus pasos. pistas de baile, baladas en alza y melodías pop templadas donde ella se extiende a ambos lados de la línea, casi siempre cómodamente, entre Katy Perry y Celine Dion». [35] Kyle Anderson, de Entertainment Weekly, le dio al álbum una B-, escribiendo: «Es difícil enojarse con Louder, porque está tan admirablemente diseñado con amor. No hay nada de malo en el debut de Lea Michele, y ese es su mayor problema. Aunque está bien curado y exquisitamente ejecutado, a Louder le falta la fuerza visceral que define la brecha entre las superestrellas y el resto de top 40».
El periodista de USA Today Jerry Shriver calificó al álbum con 2,5 estrellas de cada cuatro, y declaró que «más suave hubiera sido un mejor enfoque». Añadió que la canción "Campo de batalla" apunta a una dirección más prometedora. [33] Kevin McFarland de la A.V. El club le dio una calificación de C, escribiendo: «Louder, el álbum debut solista de Michele con su propio nombre, presenta su talento distintivo como vocalista. Pero el disco está atrapado en un desafortunado limbo estilístico entre el pop amante de la diversión y la madurez. de artistas adultos contemporáneos». Jim Farber, del New York Daily News, le otorgó al álbum dos estrellas. Criticó: "Michele no canta tanto como la trompeta como un elefante ansioso por el cargo. Su voz tiene más necesidad que vulnerabilidad, más ira que comprensión". Christopher R. Weingarten de Rolling Stone también dio una crítica negativa, declarando: "Este álbum de himnos EDM-pop con fechorías y bajadas de graves medio amontonadas probablemente no ayude a la causa de Michele. Las canciones sobre los altibajos del amor tienen algunas letras memorables ("Mi corazón está demasiado borracho para conducir") pero no lo suficiente."

## Lista de canciones
| Louder – Standard edition |                    |                                              |          |  |
| N.º                       | Título             | Producer(s)                                  | Duración |  |
| 1.                        | «Cannonball»       | Stargate Benny Blanco                        | 3:35     |  |
| 2.                        | «On My Way»        | Monsters & Strangerz Kuk Harrell             | 3:45     |  |
| 3.                        | «Burn with You»    | The Messengers Sir Nolan                     | 3:38     |  |
| 4.                        | «Battlefield»      | Josh Abraham Oligee Scott Cutler Anne Preven | 4:18     |  |
| 5.                        | «You're Mine»      | Braide Harrell                               | 3:38     |  |
| 6.                        | «Thousand Needles» | Payami Harrell                               | 3:24     |  |
| 7.                        | «Louder»           | Munroe Sean Walsh Preven                     | 3:50     |  |
| 8.                        | «Cue the Rain»     | Matt Rad Preven                              | 3:59     |  |
| 9.                        | «Don't Let Go»     | Matt Rad Preven Cory Enemy                   | 3:16     |  |
| 10.                       | «Empty Handed»     | Hodges Shanks Preven                         | 4:51     |  |
| 11.                       | «If You Say So»    | Braide Preven                                | 4:15     |  |
| 42:29                     |                    |                                              |          |  |

| Louder – Japanese version (bonus track) |               |                   |          |  |
| N.º                                     | Título        | Producer(s)       | Duración |  |
| 12.                                     | «To Find You» | Greg Wells Preven | 4:19     |  |
| 46:48                                   |               |                   |          |  |

| Louder – Digital deluxe version (bonus tracks) |                 |             |          |  |
| N.º                                            | Título          | Producer(s) | Duración |  |
| 12.                                            | «What Is Love?» |             | 3:25     |  |
| 13.                                            | «Gone Tonight»  |             | 3:33     |  |
| 14.                                            | «The Bells»     |             | 3:44     |  |
| 53:11                                          |                 |             |          |  |

## Personal
Adaptado de AllMusic.
Creativos y Management
- Dave Bett – creative director
- Andrew Luftman – production coordination
- Cindi Peters – production coordination
- Scott "Yarmov" Yarmovsky – production coordination
- Melanie Inglessis – make-up artist
- Maria Egan – A&R
- Gelareh Rouzbehani – A&R
- Anita Marisa Boriboon – art direction, design
- Peggy Sirota – photographer
- Mark Townsend – hair stylist

Musicos
- Lea Michele – vocals, primary artist
- Felicia Barton – backing vocals
- Sia – backing vocals
- Deanna Bombchica – backing vocals
- David Hodges – backing vocals
- Jaden Michaels – backing vocals
- Chantal Kreviazuk – backing vocals
- Chris Braide – backing vocals

Técnicos
- Anne Preven –  producer, vocal producer
- Benny Blanco – instrumentation, programming, producer
- Colin Munroe –  engineering, producer
- Nasri Atweh –  vocal engineering, producer
- Larry Goldings –  piano
- Kuk Harrell – vocal producer
- Delbert Bowers – mixing
- Emerson Day – engineering
- Josh Abraham – executive producer
- Oliver "Oligee" Goldstein – producer
- Tim Blacksmith – executive producer
- Danny D. – executive producer
- Scott Cutler – executive producer, producer
- Cory Enemy – producer
- Mikkel Storleer Eriksen –  engineering, instrumentation, programming, producer
- David Hodges –  piano, programming, producer
- John Shanks –  engineering, guitar, programming, producer
- Sir Nolan –  instrumentation, producer
- Jaycen Joshua – mixing
- Stefan Johnson –  vocal editing
- Justin Hergett – mixing assistant
- Ryan Kaul – mixing assistant
- Paul Lamalfa – engineering
- Ali Payami –  engineering, keyboards, programming, strings, producer
- Chris Braide –  engineering, fairlight, bass guitar, electric guitar, keyboards, piano, programming, string arrangements, synthesizer, producer
- Matt Rad –  bass, programming, engineering, guitar, keyboards, producer
- Manny Marroquin – mixing
- Tony Maserati – mixing
- Chris Galland – mixing assistant
- The Monsters and the Strangerz – producer
- Adam Messinger –  instrumentation, vocal engineering, producer
- Oliver Kraus – string arrangements
- Vaughn Oliver – programming
- Daniela Rivera – mixing assistant
- Phil Tan – mixing
- Chris Gehringer – mastering
- Cory Nitta – drum programming, keyboards
- Chris Sclafani – engineering assistant
- Jaime Sickora – engineering
- Pat Thrall – engineering
- Sean Walsh – engineering, vocal engineering, producer
- Ryan Williams – engineering, vocal engineering

## Posicionamiento
| Listas (2014)                        | Posición más alta |
| ------------------------------------ | ----------------- |
| Australia (ARIA)                     | 4                 |
| Austria (Ö3 Austria)                 | 25                |
| Bélgica (Ultratop flamenca)          | 15                |
| Bélgica (Ultratop valona)            | 22                |
| Canadá (Canadian Albums) (Billboard) | 4                 |
| Dinamarca (Hitlisten)                | 17                |
| Países Bajos (Album Top 100)         | 15                |
| Finlandia (Suomen Virallinen Lista)  | 37                |
| Francia (SNEP)                       | 15                |
| Alemania (Media Control Charts)      | 44                |
| Irlanda (IRMA)                       | 11                |
| Italia (FIMI)                        | 8                 |
| Japón (Oricon)                       | 29                |
| Nueva Zelanda (Recorded Music NZ)    | 6                 |
| Noruega (VG-lista)                   | 10                |
| España (PROMUSICAE)                  | 7                 |
| Suiza (Schweizer Hitparade)          | 18                |
| Reino Unido (UK Albums Chart)        | 16                |
| Estados Unidos Billboard 200         | 4                 |

## Historial de Lanzamiento
| País           | Fecha                 | Edición         | Formato             | Discográfica | Referencias   |
| -------------- | --------------------- | --------------- | ------------------- | ------------ | ------------- |
| Alemania       | 28 de febrero de 2014 | Deluxe          | Descarga digital    | Columbia     | [ 45 ]        |
| Canadá         | 4 de marzo de 2014    | Standard deluxe | CD descarga digital | Columbia     | [ 46 ] [ 47 ] |
| Estados Unidos | 4 de marzo de 2014    | Standard deluxe | CD descarga digital | Columbia     | [ 24 ] [ 48 ] |
| Brasil         | 4 de marzo de 2014    | Standard deluxe | CD descarga digital | Columbia     | [ 49 ]        |
| Italia         | 4 de marzo de 2014    | Standard deluxe | CD descarga digital | Columbia     | [ 50 ]        |
| Japón          | 17 de marzo de 2014   | Standard deluxe | CD descarga digital | Columbia     | [ 51 ] [ 52 ] |
| Reino Unido    | 17 de marzo de 2014   | Standard        | CD descarga digital | Columbia     | [ 53 ]        |